# Municipio de Pleasant (condado de Poweshiek)
El municipio de Pleasant (en inglés: Pleasant Township) es un municipio ubicado en el condado de Poweshiek en el estado estadounidense de Iowa. En el año 2010 tenía una población de 289 habitantes y una densidad poblacional de 3,1 personas por km².

## Geografía
El municipio de Pleasant se encuentra ubicado en las coordenadas 41°38′18″N 92°36′2″O / 41.63833, -92.60056. Según la Oficina del Censo de los Estados Unidos, el municipio tiene una superficie total de 93.26 km², de la cual 93,2 km² corresponden a tierra firme y (0,07 %) 0,07 km² es agua.

## Demografía
Según el censo de 2010, había 289 personas residiendo en el municipio de Pleasant. La densidad de población era de 3,1 hab./km². De los 289 habitantes, el municipio de Pleasant estaba compuesto por el 98,27 % blancos, el 0,35 % eran afroamericanos, el 0,35 % eran asiáticos y el 1,04 % eran de una mezcla de razas. Del total de la población el 1,73 % eran hispanos o latinos de cualquier raza.